# Weinmannia macgillivrayi
Weinmannia macgillivrayi är en tvåhjärtbladig växtart som beskrevs av Berthold Carl Seemann. Weinmannia macgillivrayi ingår i släktet Weinmannia och familjen Cunoniaceae. Inga underarter finns listade i Catalogue of Life.